# Failnbach
Failnbach ist ein Ortsteil des Marktes Reisbach im niederbayerischen Landkreis Dingolfing-Landau (Bayern).

## Geographie
Das Pfarrdorf befindet sich auf freier Flur, ungefähr 5 Kilometer südlich von Reisbach.

## Geschichte
Die katholische Kirche St. Georg ist eine Saalkirche mit Westturm und geradem Chorschluss, im Kern romanisch und gotisch mit Umgestaltungen des 17. bis 19. Jahrhunderts. Pfarrkirche ist sie erst seit 1909, als die 1901 gegründete Expositur der Pfarrei Reisbach zur Pfarrei erhoben wurde. Failnbach war eine Obmannschaft mit 18 Ortschaften.
Mit dem Gemeindeedikt von 1818 wurde Failnbach als Landgemeinde mit 19 Ortschaften etabliert: Die Dörfer Bachham, Failnbach, Oberkenading, Unterkenadıng, Thannenmaıs, die Weiler Bentlohe, Bergen, Breitenloh, Thann. und die Einöden Fellbach, Gröben, Hochholzen, Höcking, Erlach, Lindach, Perastorf, Schachten, Scharlach. Gegenüber der gleichnamigen, historisch vorausgegangenen Obmannschaft kamen Hochholzen (früher Obmannschaft Niederreisbach) und Thannenmains (früher Hofmark Freinberg-Thannenmais) hinzu, Geigenkofen dagegen kam zur Gemeinde Reith. Die Gemeinde Failnbach wurde aber bereits fünf Jahre später in die Gemeinde Haberskirchen eingegliedert. Diese und somit auch Failnbach wurden am 1. Januar 1978 in den Markt Reisbach eingegliedert.